# 阿尔特杜尚 (葡萄牙堂区)
阿尔特杜尚是葡萄牙波塔莱格雷区的一个堂区。总面积140.67平方公里，总人口2556人，人口密度18.2人/平方公里。